# إيما بارتون (ممثلة)
إيما بارتون (بالإنجليزية: Emma Barton) هي ممثلة بريطانية، ولدت في 1977 في بورتسموث في المملكة المتحدة.

## وصلات خارجية
- إيما بارتون على موقع IMDb (الإنجليزية)
- إيما بارتون على موقع ألو سيني (الفرنسية)
- إيما بارتون على موقع أول موفي (الإنجليزية)
- إيما بارتون على موقع قاعدة بيانات الفيلم (الإنجليزية)
- إيما بارتون على موقع كينوبويسك (الروسية)